# Jacob Astor

Jacob Astor

Jacob Astor (* 23. Dezember 1867 in Bernkastel; † 4. Dezember 1938 ebenda) war ein deutscher Politiker des Zentrums.

## Leben und Beruf
Nach Abschluss der Volksschule besuchte Astor das Gymnasium in Trier bis zur Obersekunda und absolvierte anschließend bis 1887 eine kaufmännische Lehre in Trier. Bis 1891 diente er beim Königin-Augusta-Gardegrenadier-Regiment Nr. 4. Nachdem er von 1890 bis 1907 Mitinhaber einer Moselweinhandlung (Groß- und Einzelhandel) in Bernkastel-Kues war, übernahm er anschließend ein alteingesessenes Manufaktur-Modewarengeschäft (ebenfalls Groß- und Einzelhandel). Im Ersten Weltkrieg war er als Bahnhofskommandant für Trier-West und zeitweise auch im Reichskriegsministerium eingesetzt.
Astor saß im Aufsichtsrat der Einkaufsvereinigung westdeutscher Manufakturisten und war Vorsitzender des Reichsverbandes der Detaillistenverbände und von der Gründung 1912 bis 1934 Vorsitzender der Detailhandels-Berufsgenossenschaft (seit 1921 Berufsgenossenschaft für den Einzelhandel).

## Abgeordneter
Astor war Stadtverordneter in Bernkastel-Kues. Von 1912 bis 1918 gehörte er dem Reichstag des Kaiserreiches für den Wahlkreis Wittlich-Bernkastel an. 1919/20 war er Mitglied der Weimarer Nationalversammlung. Vom 28. Juli 1931, als er für seinen verstorbenen Parteifreund Peter Kerp nachrückte, bis Juli 1932 war er erneut Reichstagsabgeordneter.